# Traïció (pel·lícula)
Traïció (títol original en francès, Une femme de notre temps) és una pel·lícula dramàtica francesa del 2022 dirigida per Jean Paul Civeyrac. S'ha doblat i subtitulat al català central; també s'ha doblat al valencià per a À Punt.

## Repartiment
- Sophie Marceau: Juliane Verbeke
- Johan Heldenbergh: Hugo Verbeke
- Cristina Flutur: Virginia
- Héloïse Bousquet: Solène
- Michaël Erpelding: Nils
- Ouassini Embarek: Samy
- Mathilde Weil: Agathe Verbeeck
- Manuel Le Lièvre: el caçador
- Christelle Cornil: Fabienne
- Olivia Forest: Lydia Crachet
- Sarah-Laure Estragnat: Constance